# MAS-38
A MAS-38 é uma submetralhadora francesa projetada na década de 1930 e usada pelas forças francesas e alemãs durante a Segunda Guerra Mundial. Foi derivada de um programa de desenvolvimento de armas leves que ocorreu entre 1918 e 1922 sob o controle do Service Technique de l'Armement. Uma submetralhadora, uma metralhadora leve e um fuzil semiautomático foram desenvolvidos para substituir todas as armas leves existentes. As pressões orçamentárias resultantes da construção da Linha Maginot levaram ao atraso na adoção dessas novas armas, exceto para a metralhadora leve MAC M1924/29.

## História

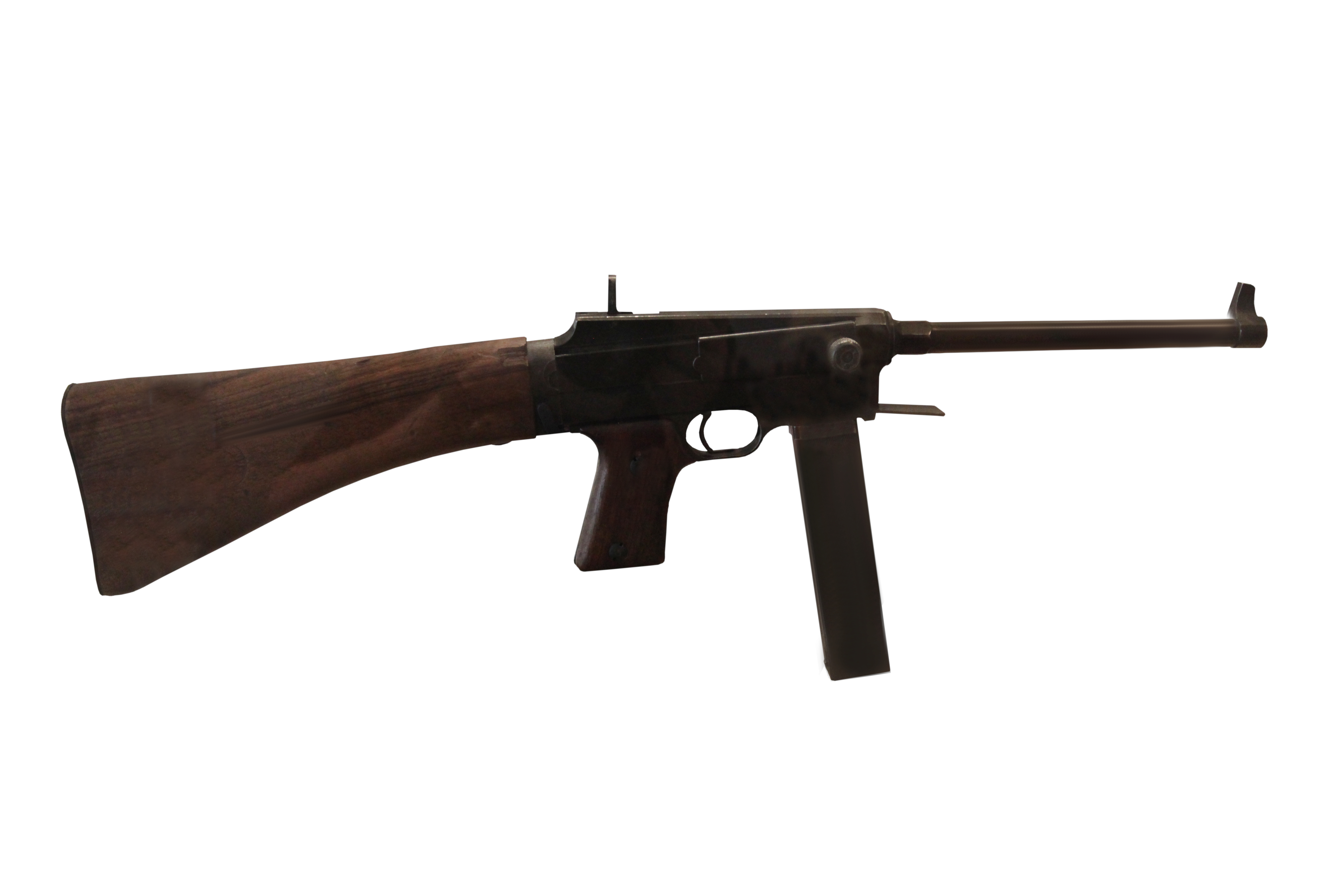
Protótipo de 1935 em exibição no Musée de l'Armée.

A Pistolet Mitrailleur MAS modèle 38 (Submetralhadora MAS Modelo 38) foi desenvolvida a partir da experimental MAS-35, ela própria derivada da STA 1922 e da MAS 1924 ambas em 9 mm produzidas imediatamente após a Primeira Guerra Mundial. Antes do desenvolvimento desta arma, a França usou uma variedade de submetralhadoras alemãs e suíças.
MAS, a Manufacture d'armes de Saint-Étienne (Indústria de Armas de Saint-Étienne), era um fornecedor francês de armas que fabricava várias armas de fogo para as forças armadas da França, incluindo o fuzil MAS-36, o fuzil MAS-49 e o fuzil FAMAS. Agora faz parte do Nexter. O Ministério da Guerra francês disse que não havia necessidade de uma submetralhadora e a produção em massa não começou até 1939.
O exército alemão tomou a fábrica do MAS em 1940, quando o MAS-38 estava entrando na produção em larga escala. Os alemães aceitaram a arma como uma arma padrão substituta, chamando-a de MP722(f) de 7,65 mm. Eles continuaram a produção da arma para suas próprias forças armadas e forneceram algumas para a França de Vichy.
Em 28 de abril de 1945, uma foi usada por guerrilheiros italianos para executar o ex-líder fascista Benito Mussolini.
A produção terminou em 1949. Naquela época, 1.958 foram fabricados antes da ocupação alemã, e a produção após o fato é desconhecida. A polícia francesa continuou a usar a MAS-38 após a Segunda Guerra Mundial até que foi substituída na década de 1950 pela submetralhadora MAT-49.

## Detalhes do projeto

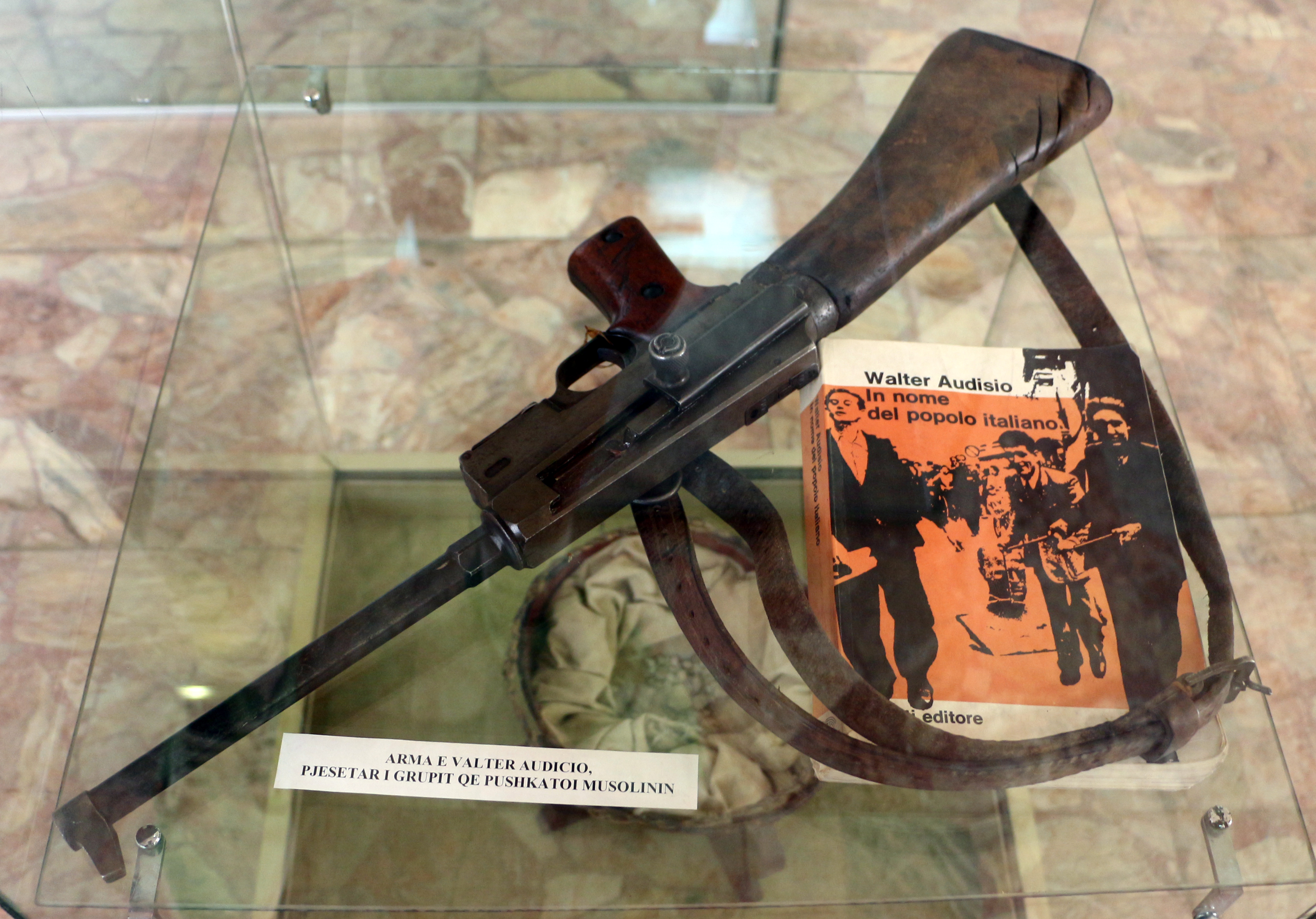
A MAS-38 usada por Walter Audisio para executar Benito Mussolini (Museu Histórico Nacional da Albânia)

A MAS-38 tem 623 mm de comprimento e cano de 224 mm; pesa 2,87 kg vazia. Ela usa um carregador de cofre de 32 cartuchos. A velocidade de saída é de 350 m/s e tem uma cadência de tiro de 600 a 700 tiros por minuto.
A MAS-38 foi projetada para o cartucho 7,65×20mm Longue, que embora semelhante ao cartucho .30 Pedersen não é uma cópia exata. O cartucho 7,65 Longue é quase idêntico ao seu antecessor usado pelo dispositivo Pedersen, mas com pequenas diferenças na ranhura do cartucho. Este também foi o cartucho usado para a série francesa de pistolas de serviço M1935, permitindo uma padronização limitada, mas com o efeito de impedir que os soldados franceses usassem munição inimiga capturada.
A MAS-38 é facilmente reconhecível devido ao seu layout pouco ortodoxo do receptáculo. Isso ocorre porque o receptáculo e a coronha divergem em alinhamento do eixo do cano em vários graus, tornando a arma compacta à medida que seu ferrolho recua dentro de um tubo que passa pela coronha, ao mesmo tempo que permite o uso de um ferrolho mais leve, proporcionando desvantagem mecânica para a pressão dos gases propulsores em expansão. Para permitir uma postura de mira natural, a coronha tinha que cair enquanto o receptáculo permanecia alinhado. Isso exigia que o ferrolho se aproximasse da culatra em um ângulo e a face do ferrolho fosse cortada obliquamente para permitir que fechasse uniformemente no cartucho. A MAS-38 também possui uma trava de segurança incomum: o ferrolho era travado (na posição dianteira ou traseira) empurrando o gatilho para frente. Uma característica valiosa era que não eram necessárias ferramentas para sua desmontagem.
Uma arma de altíssima qualidade, a MAS-38 era usinada em aço sólido com apenas algumas peças estampadas. Foi projetada com um conjunto de vedação protegido para evitar desgaste e aumentar a vida útil das peças internas. Um sistema de visão de duplo alcance ficava escondido dentro do receptáculo para ficar fora de vista até que fosse aberto para uso.
A aparência estranha da MAS-38 não prejudicava sua precisão, mas seu cartucho tinha pouca potência em comparação com a munição de pistola padrão alemã de 9 mm.

## Operadores
- Burquina Fasso[6]
- República Centro-Africana: Polícia da República Centro-Africana tinha 30 MAS-38 em 1963[7]
- França
  -  Resistência Francesa e França Livre
  -  França de Vichy
- Alemanha Nazista: Conhecida como Maschinenpistole 722(f) no serviço alemão
- Polônia
- Senegal[8]
- Vietnã
  -  Viet Minh[9]
  -  Vietnã do Sul[10]